# Cantó de Boglon
El cantó de Boglon és un cantó francès al districte de Marmanda dins del departament d'Òlt i Garona. Agrupa deu comunes: Antanhac, Argenton, Boglon, Grézet-Cavagnan, Guérin, La Bastida de Castèl Amorós, Possinhac, Romestanh, Ruffiac i Senta Gèma e Martalhac. El cap cantonal és a Boglon.
| Data d'elecció                           | Identitat       | Partit | Qualitat |
| ---------------------------------------- | --------------- | ------ | -------- |
| 1973-1979                                | M. Caillau      | PS     |          |
| 1979-1989                                | Jean Bordes     | UDF    |          |
| 1998-                                    | Raymond Girardi | PCF    |          |
| les dades anteriors no són pas conegudes |                 |        |          |
|                                          |                 |        |          |

| 1962  | 1968  | 1975  | 1982  | 1990  | 1999  | 2006  |
| ----- | ----- | ----- | ----- | ----- | ----- | ----- |
| 2.533 | 2.937 | 2.650 | 2.644 | 2.676 | 2.556 | 2.820 |